# Potrone
Potrone (Petrone, Petrona, formalmente La Torre - Petrona) è una piccola località della val di Sieve, nel Mugello, nell’attuale comune di Scarperia e San Piero, a nord di Firenze, e luogo di origine della famiglia Medici.

## Storia
Situato sulla riva sinistra del fiume Sieve, a poca distanza da Scarperia, il casale di Petrone era compreso fra i feudi della famiglia Ubaldini – cui lo stesso Carlo Magno aveva conferito nell’801, «la signoria del gioioso paese del Mugello» – che ne affidarono in seguito la custodia a Medico di Potrone (*~1046 †~1102), cioè a colui che una consolidata storiografia considera il capostipite eponimo della famiglia Medici.
Alla fine del XIII secolo vi è documentata l’istituzione di un mercato che tuttavia fu presto messo in second'ordine dalla fondazione del vicino Castello di San Barnaba «alla scarperia dell'Appennino», ovvero di Scarperia, avvenuta nel 1306.
I discendenti di Medico vi fondarono una chiesa sotto il titolo di San Bartolomeo (citata talvolta come San Bartolo) di cui conservarono il giuspatronato: ancora alla fine del XIV secolo sono documentati come giuspatroni Alamanno de’ Medici (†1355), il figlio di questi, Andrea ed i nipoti Antonio, Manno e Leonardo, figli del figlio Bartolomeo del ramo collaterale mediceo di Alamanno di Filippo. La chiesa di San Bartolomeo a Petrone fu dapprima unita alla pieve di San Piero a Sieve e poi alla pieve di Santa Maria a Fagna.